# مجلس المنافسة (المغرب)
مجلس المنافسة هو مؤسسة مغربية تهم دراسة أداء الأسواق ومحاربة الممارسات الغير الأخلاقية والمنافية للمنافسة. أنشئت في عام 2008 للعب دور استشاري وعززت سلطاتها عام 2014، مديرها الحالي هو  أحمد رحو  يعتبر قانون حرية الأسعار المنافسة وقانون مجلس المنافسة مصادر القانون الرئيسية.